# 杰克上校 (火炬木小组)
| 题目     | 01 - 杰克上校                 |
| 作者     | Catherine Tregenna            |
| 导演     | Ashley Way                    |
| 制片     |                               |
| 执行制片 | 拉塞爾·T·戴維斯 Julie Gardner |
| 剧本编辑 |                               |
| 集数     | 第一季 第12集                 |
| 长度     | 50 分钟                       |
| 播出时间 | 2007年1月1日                  |
| 上一集   | "特殊决斗"                    |
| 下一集   | "世界末日"                    |

《杰克上校》（Captain Jack Harkness，港譯《英雄的一生》）是英国科幻电视剧火炬木小组的第12集，2007年1月1日首播。

## 概要
Jack和Toshiko被传送到二战年代，在那里，Jack遇到了了个帅气的美国空军少校——与他同名的Jack……另一方面，Owen尝试打开时间裂缝来救他们……

## 情节

Jack上校遇见Jack上校

Jack和Tosh前往调查一个可能的时间裂缝：在一处废弃的舞厅，时常会听到20世纪40年代的歌曲。但他们不知不觉中，居然被传送到了1941年，加入了一个军队的舞会。他们遇见了Jack Harkness上校——火炬木小组的Jack上校正是盗取了这个Jack上校的身份。 而真正的Jack上校，会在明天的军事演习中身亡……
同时在火炬木基地，Owen认为能够救Jack和Tosh的最佳方法就是打开时间裂缝，但是Ianto认为太危险。Gwen则前去调查舞厅。而Jack和Tosh却能够时常听到Gwen的呼叫。
Bilis Manger是这个废弃舞厅的管理员。但奇怪的是，他和1941年该舞厅的经理像是同一个人，使用同样一间办公室。Owen前去调查那间办公室，结果发现了时间裂缝机器的钥匙藏在一台大钟的单摆上。
在1941年的舞厅，突然响起了空袭的警报。Tosh纪录下一组方程式，想留给未来的火炬木成员，用来安全的打开裂缝，帮助他们返回现代。她一开始把纪录的方程式用相机拍了下来，结果发现一小段方程式没拍进去。她又试着割破自己的手，用鲜血在白纸上纪录下了方程式，因为她相信这个可以保存更长的时间。但是，Bilis Manger找到了白纸，并刮去了几个数字。
没有方程式的话，打开裂缝会非常危险。而Owen坚持认为这是一个安全而最佳的办法。Ianto坚决反对，并用枪指着Owen，命令他立刻停止操作时间裂缝机器。但是，Owen以小组第二负责人自居，并没有把Ianto的警告放在眼里，继续开动机器。突然，Ianto开了枪，射中Owen的左肩。不过为时已晚，Owen还是打开了裂缝。
1941年的舞厅，真正的Jack上校暗示，他喜欢火炬木的Jack。两个Jack拉起了手，突然闯进一对情侣，两人很尴尬。火炬木的Jack建议他们去别的地方，但是Jack上校说：“不用了，你已经告诉了我所有我想知道的。” 
在舞厅，Jack上校在经历思想斗争后，最后还是在众目睽睽之下邀请火炬木的Jack跳一曲舞。两人正准备接吻时，突然裂缝打开了，火炬木Jack表示，他有责任必须要走。但是，走到裂缝处时，Jack突然转身走向Jack上校。两人无视舞厅其他人的目光，深情地接吻。
返回现代，走出舞厅。Jack脸上明显留着泪痕。Gwen已经在那里等他们了，和他们拥抱，欢迎他们回来。而Jack一直注视着废弃的舞厅，表情忧伤。最后回到基地，Jack和Tosh端起酒杯，“为Jack上校”干杯。

## 演员
- Captain Jack Harkness — 约翰·巴洛曼
- Gwen Cooper — Eve Myles
- Owen Harper — Burn Gorman
- Toshiko Sato — 森尚子
- Ianto Jones — Gareth David-Lloyd
- Bilis Manger — Murray Melvin
- 真正的Jack上校 — Matt Rippy

## 音乐
本集中，George与Tosh跳舞时的背景音乐 "我的忧郁宝贝" ，空袭时的背景音乐"（蓝鸟飞过）多佛的白色悬崖" ，以及两个Jack跳舞时的背景音乐 "夜莺歌唱在柏克莱广场" 由Melissa Moore演唱。后者也出现在“神秘博士”的“The Empty Child”一集中，介绍了Jack上校出场。同时还有演奏版的 "乘A号火车"。

## 上下衔接
- 本集中提到了Owen和Diane的关系，见 "时代错位"。
- 本集中提到了Ianto和Lisa的关系，见 "女人造人"。
- 本集中舞厅Ritz的走廊，也使用在了“神秘博士”里World War Three"一集中的唐宁街10号。
- Jack提到“无用之物”（flotsam and jetsam），这是贯穿本剧的一个主题。
- Ianto和Owen谈到了Ianto和Jack的关系。他们的关系最初在不死苏茜一集中有暗示。
- 舞厅里可以看到招贴的广告，鼓动人们给“Saxon”投票。Saxon先生是“神秘博士”第三季中一个贯穿全剧的词语。

## 播出
本集是和最后一集"世界末日"一起播出的。两集的片尾字幕在一起，在最后一集播完后播出。異世奇人的衍生剧珍姐科幻大冒險第一集“Invasion of the Bane”也于同一天播出。重播的时候（并且在BBC HD播出的时候），两集之间还有‘下集预告’。而在2007年1月1日首播的时候没有出现。